# Euschistus crenator
Euschistus crenator är en insektsart som först beskrevs av Fabricius 1794.  Euschistus crenator ingår i släktet Euschistus och familjen bärfisar.

## Underarter
Arten delas in i följande underarter:
- E. c. crenator
- E. c. orbiculator